# Charles Courtin
Ne doit pas être confondu avec Charles Courtin (écrivain).
Pour les personnes ayant le même patronyme, voir Courtin.
Charles Courtin, né à Nîmes le 15 décembre 1777 et mort à Paris le 10 janvier 1855, est régisseur général et directeur général des hôpitaux militaires.
D'abord commissaire des guerres puis inspecteur des finances militaires, Charles Courtin devient régisseur général et directeur général des hôpitaux militaires, à la Grande Armée, puis responsable des hôpitaux militaires au ministère de la Guerre. 
Il est l'auteur du Code juridique du service des hôpitaux militaires.

## Biographie
Né en 1777 à Nîmes, Charles Courtin est le fils de Jean Courtin, négociant, et de Marie Louise d'Ivernois ou Divernois.

### Administration de la guerre
Charles Courtin devient aide-commissaire des guerres le 10 mars 1793. Il est ensuite affecté au bureau des remontes, puis à la liquidation générale de la dette des émigrés. Il est ensuite inspecteur des finances de l'armée d'Italie jusqu'en 1799.
Sous le Consulat, comme conscrit il rejoint le 19e régiment de chasseurs à cheval, puis entre en 1801 au ministère de la Guerre, d'abord comme rédacteur puis comme sous-chef de bureau.
Il passe ensuite au ministère de l'administration de la guerre, où il est affecté au bureau des hôpitaux, puis au directoire central des hôpitaux à partir d'octobre 1802.

### Recueil juridique

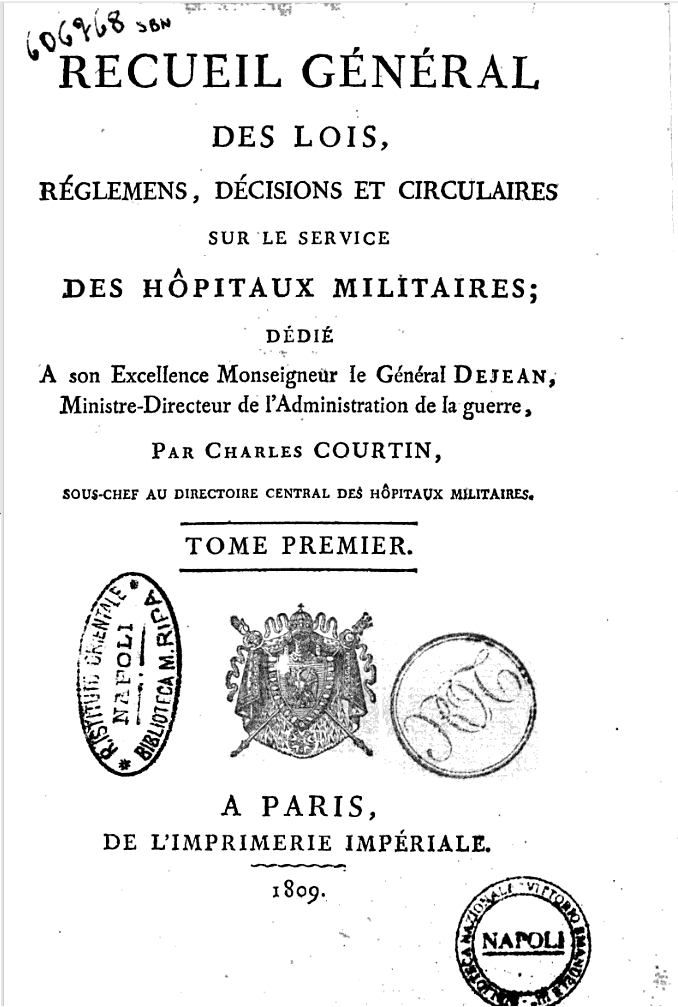
Page de couverture de son code juridique du service des hôpitaux militaires.

Courtin rédige alors un code juridique, recueil de l'ensemble des lois et règlements sur le service des hôpitaux militaires. Il est publié en 1809 sous le titre Recueil général des lois, réglemens, décisions et circulaires sur le service des hôpitaux militaires, en trois volumes.
Il est imprimé officiellement avec l'approbation du ministre directeur de l'administration de la guerre, Dejean, qui écrit sa satisfaction à Courtin : « La méthode suivie dans ce travail m'a paru y répandre beaucoup de clarté. (...) J'ai jugé qu'il pourrait être d'une grande utilité aux administrateurs militaires », et il en ordonne l'impression. 
Ce recueil semble bien accueilli et utile. Le Télégraphe littéraire en fait une longue recension à sa une, en rubrique « Économie politique », évoquant sa nouveauté, son utilité et sa méthode. Le Journal de l'Empire publie aussi une longue recension de cet ouvrage, indiquant qu'il facilite la connaissance, qu'il est dépourvu de style et d'invention, mais qu'il est clair et exact, insiste sur la démarche de l'auteur permettant aisément des mises à jour ultérieures, et ajoute que dans cette période d'activité militaire il est plus pratique que le grand nombre d'ouvrages qu'il dispense de transporter.

### Régisseur général et directeur général
En février 1811, Charles Courtin devient régisseur général des hôpitaux militaires de l'armée du Nord de l'Espagne ; il est nommé ensuite régisseur des hôpitaux de la Grande Armée et fait alors la campagne de Russie. Fait prisonnier à Vilna, il est chargé par l'empereur de Russie de la direction générale des hôpitaux des prisonniers de guerre en Lituanie.
En août 1814, il est nommé inspecteur des hôpitaux militaires,.
Il reçoit la Légion d'honneur le 17 janvier 1815. Pendant les Cent-Jours, Courtin est nommé directeur principal des hôpitaux militaires. 
Sous la Seconde Restauration, il redevient sous-chef au ministère. En 1817, il est qualifié d'ancien régisseur général des hôpitaux. En mars 1818, il est à cette époque sous-chef au bureau des hôpitaux au ministère de la guerre ; il devient ensuite chef du bureau des hôpitaux en février 1828,. Ses attributions sont les hôpitaux militaires, leur personnel et leur administration, le conseil de santé, et les hospices civils accueillant des militaires.
Il est promu officier de la Légion d'honneur le 1er mai 1831. 

### Maire de Cormeilles-en-Parisis
Nommé par le préfet, il est maire de Cormeilles-en-Parisis de 1843 à 1847. Installé le 30 mars 1843, il fait exécuter différents travaux, notamment pour l'assainissement et l'amélioration de la voirie. À partir de février 1847, il se déclare « empêché » de présider le conseil municipal, et démissionne en même temps que son adjoint, en avril 1847.
Il meurt le 10 janvier 1855.

### Distinctions
- Officier de la Légion d'honneur, 1er mai 1831[15],[9].

### Famille
Charles Courtin épouse en 1815 Julie Leconte, peintre portraitiste, fille de l'architecte Étienne-Chérubin Leconte,.
- Ils ont comme enfant :
  - Louise Stéphanie Courtin, qui épouse Jean Félix Emmanuel Gonse, fonctionnaire, dont deux fils :
    - Charles-Arthur Gonse (1838-1917), général de division ;
    - Louis Gonse (1846-1921), historien de l'art et dirigeant des musées nationaux, qui devient maire de Cormeilles-en-Parisis comme son grand-père Étienne-Chérubin Leconte.

## Publications
- Recueil général des lois, réglemens, décisions et circulaires sur le service des hôpitaux militaires, Paris, Imprimerie impériale, 1809, 2 volumes in-8°[18].
- Modèles des états et tableaux du recueil général des lois, réglemens, décisions et circulaires sur le service des hôpitaux militaires, Paris, Imprimerie impériale, 1809, 1 volume in-4° de tableaux[19].
- Mémoire au roi, ou Appel à sa justice, par l'administration des hôpitaux militaires..., par Sainsère, Bourdin et Ch. Courtin, régisseurs généraux, s.l.n.d., in-4°, 22 p[20].

## Sources
- « Cote LH/615/64 », base Léonore, ministère français de la Culture – p. 1, 46-51 (les autres p. concernent d'autres personnalités).
- Le Télégraphe littéraire, 8e année, no 4, 5 mai 1809, p. 25-26 [lire en ligne].
- Bibliothèque nationale de France, Catalogue général.